# Hans Karlsson (ur. 1946)
Hans Karlsson (ur. 21 października 1946 w Örebro) – szwedzki polityk i działacz związkowy, w latach 2002–2006 minister.

## Życiorys
Z zawodu malarz pokojowy, ukończył szkołę w Hallsbergu. W latach 1976–1977 studiował m.in. socjologię w Högskolan i Örebro. W latach 1964–1978 pracował w wyuczonym zawodzie, od 1973 pełnił różne funkcje w Svenska Målareförbundet, branżowym związku zawodowym. Od 1978 był etatowym działaczem związkowym w ramach regionalnych i krajowych struktur tej organizacji, a następnie w centrali związkowej Landsorganisationen i Sverige.
W październiku 2002 wszedł w skład rządu Görana Perssona jako minister ds. zatrudnienia. Stanowisko to zajmował do października 2006.